# Torneo Apertura 2019 Liga de Plata
El Torneo Apertura 2019 fue la nonagésima edición del campeonato de liga de la Segunda División del fútbol salvadoreño (en general); se trata del 42.° torneo corto, luego del cambio en el formato de competencia, con el que se inició la temporada 2019-20.

## Sistema de competición
El torneo de la Liga de Ascenso de El Salvador, está conformado en dos partes:
- Fase de calificación: Se integra por las 14 jornadas del torneo (7 jornadas cada grupo)
- Fase final: Se integra por los partidos de cuartos de final, semifinal y final, más conocida como liguilla.

### Fase de clasificación
En la fase de clasificación se observará el sistema de puntos. La ubicación en la tabla general está sujeta a lo siguiente:
- Por juego ganado se obtendrán tres puntos.
- Por juego empatado se obtendrá un punto.
- Por juego perdido no se otorgan puntos.

En esta fase participan los 16 equipos de la Liga de Ascenso de El Salvador jugando en cada torneo todos contra todos durante las 14 jornadas respectivas, de ida y vuelta.
El orden de los clubes al final de la fase de calificación del torneo corresponderá a la suma de los puntos obtenidos por cada uno de ellos y se presentará en forma descendente. Si al finalizar las 14 jornadas del torneo, dos o más clubes estuviesen empatados en puntos, su posición en la tabla general será determinada atendiendo a los siguientes criterios de desempate:
1. Mejor diferencia entre los goles anotados y recibidos y goles.
2. Mayor número de goles anotados.
3. Marcadores particulares entre los clubes empatados.
4. Mayor número de goles anotados como visitante.
5. Mejor ubicado en la tabla general de cociente
6. Tabla Fair Play
7. Sorteo.

Para determinar los lugares que ocuparán los clubes que participen en la fase final del torneo se tomará como base la tabla general de clasificación.
Participan automáticamente por el título de Campeón de la Liga de Ascenso de El Salvador, los 8 primeros clubes de la tabla general de clasificación al término de las 14 jornadas.

### Fase final
Los ocho clubes calificados para esta fase del torneo serán reubicados de acuerdo con el lugar que ocupen en la tabla General al término de la Jornada 18, con el puesto del número uno al club mejor clasificado, y así hasta el número 8. Los partidos a esta fase se desarrollarán a visita, en las siguientes etapas:
- Cuartos de final
- Semifinales
- Final

Los clubes vencedores en los partidos de cuartos de final y semifinal serán aquellos que en los dos juegos anoten el mayor número de goles. De existir empate en el número de goles anotados, se observará la posición de los clubes en la tabla general de clasificación.
Los partidos correspondientes a la fase final se jugarán obligatoriamente los días miércoles y sábado, y jueves y domingo eligiendo, en su caso, exclusivamente en forma descendente, los cuatro clubes mejor clasificados en la tabla general al término de la Jornada 14, el día y horario de su partido como local. Los siguientes cuatro clubes podrán elegir únicamente el horario.
El club vencedor de la final y por lo tanto Campeón, será aquel que en los dos partidos anote el mayor número de goles. Si al término del tiempo reglamentario el partido está empatado, se agregarán dos tiempos extras de 15 minutos cada uno. De persistir el empate en estos periodos, se procederá a lanzar tiros penales hasta que resulte un vencedor.
Los partidos de cuartos de final se jugarán de la siguiente manera:

## Relevo anual de clubes
| Pos. | Descendido de la Primera |
| ---- | ------------------------ |
| 12.ª | Ninguno                  |

| Pos. | Ascendido a la Primera |
| ---- | ---------------------- |
| Prom | El Vencedor            |

| Pos. | Descendidos de la Segunda |
| ---- | ------------------------- |
| 11.ª | Chagüite                  |
| 13.ª | Apopa                     |
| Des  | Luis Ángel Firpo          |

| Pos. | Ascendidos de la Tercera |
| ---- | ------------------------ |
| 1.ª  | Cacahuatique             |
| 2.ª  | Juayúa                   |
| 3.ª  | Titán                    |
| 4.ª  | Topiltzín                |
| 5.ª  | Dragón                   |
| 6.ª  | Gerardo Barrios          |

## Equipos participantes

### Equipos por departamento
| Departamento | N.º | Equipos                                                         |
| ------------ | --- | --------------------------------------------------------------- |
| San Miguel   | 5   | Cacahuatique, Dragón, Gerardo Barrios, Liberal y UDET           |
| San Salvador | 4   | Atlético Marte, Municipal Ilopaneco, Marte Soyapango y Vendaval |
| Santa Ana    | 3   | 11 Lobos, Santa Rosa Guachipilín y Titán                        |
| Sonsonate    | 3   | Brujos de Izalco, Juayúa y Racing Junior                        |
| Usulután     | 2   | Aspirante y Topiltzín                                           |
| La Libertad  | 1   | San Pablo Municipal                                             |
| La Paz       | 1   | Platense                                                        |
| Morazán      | 1   | Fuerte San Francisco                                            |

### Información de los equipos
| Equipo                                      | Ciudad                 | Entrenador            | Estadio                           | Capacidad |
| ------------------------------------------- | ---------------------- | --------------------- | --------------------------------- | --------- |
| Club Deportivo Atlético Marte               | San Salvador           | Mauricio Alfaro       | Cuscatlán                         | 44 836    |
| Club Deportivo Aspirante                    | Jucuapa                | Willian Chevez        | Municipal de Jucuapa              | 5 000     |
| Brujos de Izalco Fútbol Club                | Izalco                 | Mario Escarlante      | Salvador Mariona                  | 1 000     |
| Club Deportivo Cacahuatique                 | Ciudad Barrios         | David Omar Sevilla    | Cancha Centro Ecológico El Amaton | - ---     |
| Club Deportivo Dragón                       | San Miguel             | Henry Vanegas         | Juan Francisco Barraza            | 15 500    |
| Club Deportivo Fuerte San Francisco         | San Francisco Gotera   | Nelson Alvarenga      | Correcaminos                      | 10 000    |
| Club Deportivo Gerardo Barrios              | San Rafael Oriente     | Por definir           | Cancha La Merced                  | - ---     |
| Municipal Ilopaneco                         | Ilopango               | Víctor Manuel Pacheco | Azteca                            | - ---     |
| Asociación Deportiva Juayúa                 | Juayúa                 |                       | Municipal de Juayúa               | - ---     |
| Club Deportivo Liberal                      | Quelepa                | Abel Blanco           | Municipal de Quelepa              | 2 000     |
| Club Deportivo Marte Soyapango              | Soyapango              | William Osorio        | Cancha Jorgito Meléndez           | 3 000     |
| Club Deportivo 11 Lobos                     | Chalchuapa             | Efraín Burgos         | 11 Lobos                          | 10 000    |
| Club Deportivo Platense                     | Zacatecoluca           | Jorge Abrego          | Antonio Toledo Valle              | 10 000    |
| Club Deportivo Racing Junior                | Armenia                | Efren Marenco         | 21 de noviembre                   | - ---     |
| Club Deportivo San Pablo Municipal          | San Pablo Tacachico    | Óscar Ulloa           | Cancha Municipal Valle Mesa       | 5 000     |
| Asociación Deportiva Santa Rosa Guachipilín | Santa Rosa Guachipilín | Por definir           | José Hernández                    | - ---     |
| Club Deportivo Titán                        | Texistepeque           | José Antonio Prieto   | Municipal Titán                   | - ---     |
| Club Deportivo Topiltzín                    | Jiquilisco             | Por definir           | Topiltzín                         | - ---     |
| Club Deportivo Unión Deportiva El Tránsito  | El Tránsito            | Por definir           | Sergio Torres                     | 10 000    |
| Club Social y Deportivo Vendaval            | Apopa                  | Christian López       | Joaquín Gutiérrez                 | 5 000     |

## Fase de grupos

### Grupo A
| Equipo                 | PJ | PG | PE | PP | GF | GC | Dif | Pts |
| ---------------------- | -- | -- | -- | -- | -- | -- | --- | --- |
| Juayúa                 | 18 | 9  | 5  | 4  | 23 | 18 | 5   | 32  |
| Racing Junior          | 18 | 8  | 7  | 3  | 35 | 33 | 2   | 31  |
| San Pablo Municipal    | 18 | 8  | 5  | 5  | 39 | 31 | 8   | 29  |
| Brujos de Izalco       | 18 | 8  | 3  | 7  | 25 | 22 | 3   | 27  |
| 11 Lobos               | 18 | 7  | 4  | 7  | 31 | 25 | 6   | 25  |
| Santa Rosa Guachipilín | 18 | 5  | 7  | 6  | 34 | 38 | -4  | 22  |
| Municipal Ilopaneco    | 18 | 5  | 7  | 6  | 25 | 31 | -6  | 22  |
| Atlético Marte         | 18 | 6  | 2  | 10 | 35 | 36 | -1  | 20  |
| Titán                  | 18 | 5  | 5  | 8  | 25 | 27 | -2  | 20  |
| Vendaval               | 18 | 4  | 5  | 9  | 17 | 28 | -11 | 17  |

### Grupo B
| Equipo               | PJ | PG | PE | PP | GF | GC | Dif | Pts |
| -------------------- | -- | -- | -- | -- | -- | -- | --- | --- |
| Liberal              | 18 | 10 | 6  | 2  | 34 | 22 | 12  | 36  |
| Platense             | 18 | 9  | 7  | 2  | 36 | 12 | 24  | 34  |
| Dragón               | 18 | 8  | 6  | 4  | 24 | 23 | 1   | 30  |
| Gerardo Barrios      | 18 | 7  | 8  | 3  | 30 | 20 | 10  | 29  |
| Topiltzín            | 18 | 7  | 7  | 4  | 24 | 17 | 7   | 28  |
| Marte Soyapango      | 18 | 6  | 6  | 6  | 22 | 26 | -4  | 24  |
| Aspirante            | 18 | 5  | 5  | 8  | 31 | 33 | -2  | 20  |
| Fuerte San Francisco | 18 | 4  | 6  | 8  | 24 | 31 | -7  | 18  |
| Cacahuatique         | 18 | 3  | 7  | 8  | 17 | 25 | -8  | 16  |
| UDET                 | 18 | 0  | 4  | 14 | 6  | 39 | -33 | 4   |

### Tabla de posiciones
| Pos. | Equipo                 | PJ | PG | PE | PP | GF | GC | DG  | Pts. |
| ---- | ---------------------- | -- | -- | -- | -- | -- | -- | --- | ---- |
| 1°   | Liberal                | 18 | 10 | 6  | 2  | 34 | 22 | 12  | 36   |
| 2°   | Platense               | 18 | 9  | 7  | 2  | 36 | 12 | 24  | 34   |
| 3°   | Juayúa                 | 18 | 9  | 5  | 4  | 23 | 18 | 5   | 32   |
| 4°   | Racing Junior          | 18 | 8  | 7  | 3  | 35 | 33 | 2   | 31   |
| 5°   | Dragón                 | 18 | 8  | 6  | 4  | 24 | 23 | 1   | 30   |
| 6°   | Gerardo Barrios        | 18 | 7  | 8  | 3  | 30 | 20 | 10  | 29   |
| 7°   | San Pablo Municipal    | 18 | 8  | 5  | 5  | 39 | 31 | 8   | 29   |
| 8°   | Topiltzín              | 18 | 7  | 7  | 4  | 24 | 17 | 7   | 28   |
| 9°   | Brujos de Izalco       | 18 | 8  | 3  | 7  | 25 | 22 | 3   | 27   |
| 10°  | 11 Lobos               | 18 | 7  | 4  | 7  | 31 | 25 | 6   | 25   |
| 11°  | Marte Soyapango        | 18 | 6  | 6  | 6  | 22 | 26 | -4  | 24   |
| 12°  | Santa Rosa Guachipilín | 18 | 5  | 7  | 6  | 34 | 38 | -4  | 22   |
| 13°  | Municipal Ilopaneco    | 18 | 5  | 7  | 6  | 25 | 31 | -6  | 22   |
| 14°  | Atlético Marte         | 18 | 6  | 2  | 10 | 35 | 36 | -1  | 20   |
| 15°  | Aspirante              | 18 | 5  | 5  | 8  | 31 | 33 | -2  | 20   |
| 16°  | Titán                  | 18 | 5  | 5  | 6  | 25 | 27 | -2  | 20   |
| 17°  | Fuerte San Francisco   | 18 | 4  | 6  | 8  | 24 | 31 | -7  | 18   |
| 18°  | Vendaval               | 18 | 4  | 5  | 9  | 17 | 28 | -11 | 17   |
| 19°  | Cacahuatique           | 18 | 3  | 7  | 8  | 17 | 25 | -8  | 16   |
| 20°  | UDET                   | 18 | 0  | 4  | 14 | 6  | 39 | -33 | 4    |

| Leyenda |
| --- |
| Pos – Posición; PJ – Partidos Jugados; PG - Partidos Ganados; PE - Partidos Empatados; PP - Partidos Perdidos; GF – Goles a Favor; GC – Goles en Contra; DIF – Diferencia de Goles; PTS - Puntos; * - Partido pendiente; C - Clasificado a la siguiente fase. |

|  | Líder.       |
|  | Último Lugar |

## Fase final
|  | Cuartos de final                                                     | Cuartos de final                                                     | Cuartos de final                                                     | Cuartos de final                                                     | Cuartos de final                                                     |   |    | Semifinales                                   | Semifinales                                   | Semifinales                                   | Semifinales                                   | Semifinales                                   |  |    | Final                                          | Final                                          | Final                                          | Final                                          | Final                                          |  |
|  | 23 y 24 de noviembre (ida) 30 de noviembre y 1 de diciembre (vuelta) | 23 y 24 de noviembre (ida) 30 de noviembre y 1 de diciembre (vuelta) | 23 y 24 de noviembre (ida) 30 de noviembre y 1 de diciembre (vuelta) | 23 y 24 de noviembre (ida) 30 de noviembre y 1 de diciembre (vuelta) | 23 y 24 de noviembre (ida) 30 de noviembre y 1 de diciembre (vuelta) |   |    | 8 de diciembre (ida) 15 de diciembre (vuelta) | 8 de diciembre (ida) 15 de diciembre (vuelta) | 8 de diciembre (ida) 15 de diciembre (vuelta) | 8 de diciembre (ida) 15 de diciembre (vuelta) | 8 de diciembre (ida) 15 de diciembre (vuelta) |  |    | 21 de diciembre (ida) 29 de diciembre (vuelta) | 21 de diciembre (ida) 29 de diciembre (vuelta) | 21 de diciembre (ida) 29 de diciembre (vuelta) | 21 de diciembre (ida) 29 de diciembre (vuelta) | 21 de diciembre (ida) 29 de diciembre (vuelta) |  |
|  |                                                                      |                                                                      |                                                                      |                                                                      |                                                                      |   |    |                                               |                                               |                                               |                                               |                                               |  |    |                                                |                                                |                                                |                                                |                                                |  |
|  |                                                                      |                                                                      |                                                                      |                                                                      |                                                                      |   |    |                                               |                                               |                                               |                                               |                                               |  |    |                                                |                                                |                                                |                                                |                                                |  |
|  | A1                                                                   | Juayúa                                                               | 2                                                                    | 0                                                                    | 2                                                                    |   |    |                                               |                                               |                                               |                                               |                                               |  |    |                                                |                                                |                                                |                                                |                                                |  |
|  | A1                                                                   | Juayúa                                                               | 2                                                                    | 0                                                                    | 2                                                                    |   |    |                                               |                                               |                                               |                                               |                                               |  |    |                                                |                                                |                                                |                                                |                                                |  |
|  | B4                                                                   | Gerardo Barrios                                                      | 1                                                                    | 0                                                                    | 1                                                                    |   |    |                                               |                                               |                                               |                                               |                                               |  |    |                                                |                                                |                                                |                                                |                                                |  |
|  | B4                                                                   | Gerardo Barrios                                                      | 1                                                                    | 0                                                                    | 1                                                                    |   | A1 | Juayúa                                        | 0                                             | 0                                             | 0                                             |                                               |  |    |                                                |                                                |                                                |                                                |                                                |  |
|  |                                                                      |                                                                      |                                                                      |                                                                      |                                                                      |   | A1 | Juayúa                                        | 0                                             | 0                                             | 0                                             |                                               |  |    |                                                |                                                |                                                |                                                |                                                |  |
|  |                                                                      |                                                                      | B2                                                                   | Platense                                                             | 0                                                                    | 1 | 1  |                                               |                                               |                                               |                                               |                                               |  |    |                                                |                                                |                                                |                                                |                                                |  |
|  | B2                                                                   | Platense                                                             | B2                                                                   | Platense                                                             | 0                                                                    | 1 | 1  | 1                                             | 1                                             | 2                                             |                                               |                                               |  |    |                                                |                                                |                                                |                                                |                                                |  |
|  | B2                                                                   | Platense                                                             |                                                                      |                                                                      |                                                                      |   |    |                                               |                                               | 2                                             |                                               |                                               |  |    |                                                |                                                |                                                |                                                |                                                |  |
|  | A3                                                                   | San Pablo Municipal                                                  | 1                                                                    | 0                                                                    | 1                                                                    |   |    |                                               |                                               |                                               |                                               |                                               |  |    |                                                |                                                |                                                |                                                |                                                |  |
|  | A3                                                                   | San Pablo Municipal                                                  | 1                                                                    | 0                                                                    | 1                                                                    |   |    |                                               |                                               |                                               |                                               |                                               |  | A2 | Platense                                       | 1                                              | 3                                              | 4                                              |                                                |  |
|  |                                                                      |                                                                      |                                                                      |                                                                      |                                                                      |   |    |                                               |                                               |                                               |                                               |                                               |  | A2 | Platense                                       | 1                                              | 3                                              | 4                                              |                                                |  |
|  |                                                                      |                                                                      | B2                                                                   | Racing Junior                                                        | 1                                                                    | 2 | 3  |                                               |                                               |                                               |                                               |                                               |  |    |                                                |                                                |                                                |                                                |                                                |  |
|  | A2                                                                   | Racing Junior                                                        | B2                                                                   | Racing Junior                                                        | 1                                                                    | 2 | 3  | 2                                             | 1                                             | 3                                             |                                               |                                               |  |    |                                                |                                                |                                                |                                                |                                                |  |
|  | A2                                                                   | Racing Junior                                                        |                                                                      |                                                                      |                                                                      |   |    |                                               |                                               | 3                                             |                                               |                                               |  |    |                                                |                                                |                                                |                                                |                                                |  |
|  | B3                                                                   | Dragón                                                               | 1                                                                    | 1                                                                    | 2                                                                    |   |    |                                               |                                               |                                               |                                               |                                               |  |    |                                                |                                                |                                                |                                                |                                                |  |
|  | B3                                                                   | Dragón                                                               | 1                                                                    | 1                                                                    | 2                                                                    |   | A2 | Racing Junior                                 | 0                                             | 1                                             | 1                                             |                                               |  |    |                                                |                                                |                                                |                                                |                                                |  |
|  |                                                                      |                                                                      |                                                                      |                                                                      |                                                                      |   | A2 | Racing Junior                                 | 0                                             | 1                                             | 1                                             |                                               |  |    |                                                |                                                |                                                |                                                |                                                |  |
|  |                                                                      |                                                                      | A4                                                                   | Brujos de Izalco                                                     | 0                                                                    | 0 | 0  |                                               |                                               |                                               |                                               |                                               |  |    |                                                |                                                |                                                |                                                |                                                |  |
|  | B1                                                                   | Liberal                                                              | A4                                                                   | Brujos de Izalco                                                     | 0                                                                    | 0 | 0  | 0                                             | 1                                             | 1                                             |                                               |                                               |  |    |                                                |                                                |                                                |                                                |                                                |  |
|  | B1                                                                   | Liberal                                                              |                                                                      |                                                                      |                                                                      |   |    |                                               |                                               | 1                                             |                                               |                                               |  |    |                                                |                                                |                                                |                                                |                                                |  |
|  | A4                                                                   | Brujos de Izalco                                                     | 0                                                                    | 3                                                                    | 3                                                                    |   |    |                                               |                                               |                                               |                                               |                                               |  |    |                                                |                                                |                                                |                                                |                                                |  |
|  | A4                                                                   | Brujos de Izalco                                                     | 0                                                                    | 3                                                                    | 3                                                                    |   |    |                                               |                                               |                                               |                                               |                                               |  |    |                                                |                                                |                                                |                                                |                                                |  |
|  |                                                                      |                                                                      |                                                                      |                                                                      |                                                                      |   |    |                                               |                                               |                                               |                                               |                                               |  |    |                                                |                                                |                                                |                                                |                                                |  |

| Campeón Apertura 2019 |
| --------------------- |
|                       |
| Platense              |
| 1° Título             |